# SMS Stosch (1877)
SMS Stosch byla korveta třídy Bismarck postavená pro Císařské loďstvo (německy Kaiserliche Marine) v roce 1878.

## Kariéra
Okamžitě po uvedení do provozu byla loď převelena do východní Asie aby se stala součástí nově zformované eskadry v Tschifu. Velitel SMS Stosch, komodor von Blanc, se současně stal velitelem eskadry. Loď pak převezla v květnu 1882 německého velvyslance v Číně, Maxe von Brandta, na jednání o první německo-korejské smlouvě v Koreji. Dne 29. prosince 1882 pomáhala spolu s korvetou SMS Elisabeth prosadit německé hospodářské zájmy v čínském přístavu Amoy.

V červnu 1885 připlula loď spolu s bývalým velitelem východoasijské flotily, komodorem Karlem Paschenem, do Port Louis na Mauriciu aby se stala součástí nové německé flotily, která měla přimět sultána Barghash bin Said ze Zanzibaru k přijmutí německého protektorátu.
Sloužila pak jako vlajková loď komodora Paschena až do příjezdu sesterské lodi SMS Bismarck 17. srpna 1885, která přivezla i nového velitele eskadry, komodora Eduarda von Knorra. Po úspěšném jednání se SMS Stosch vrátila do Německa.

Loď pak sloužila jako školní až do roku 1895, kdy byla nasazena v Maroku, aby se účastnila nátlakové akce na marockou vládu po zavraždění dvou německých obchodníků. Spolu s SMS Charlotte pak navštívily Oran, čímž se staly prvními německými loděmi kotvícími ve francouzském přístavu od Prusko-francouzské války.

V listopadu 1899 pak intervenovala za německé zájmy ve Venezuele. Od prosince 1902 do ledna 1903 byla SMS Stosch zpět u břehů Venezuely, tentokrát jako součást východoamerické křižníkové divize, které velel komodor George Scheder na chráněném křižníku SMS Vineta. Divize, spolu s britskými loděmi, blokovala venezuelské přístavy, aby si na prezidentovi Ciprianu Castrovi vynutila zaplacení nesplaceného dluhu (Venezuelská krize (1902–1903)).

## Velitelé
| Louis von Blanc       | námořní kapitán                    | duben 1881 - leden 1882    |
| Glomsda von Buchholtz | námořní kapitán                    | leden 1882 - listopad 1883 |
| von Nostitz           | námořní kapitán                    | listopad 1883 - srpen 1885 |
| Geissler              | korvetní kapitán                   | srpen - září 1885          |
| Otto von Diederichs   | námořní kapitán                    | září - prosinec 1885       |
| Franz Junge           | námořní kapitán                    | prosinec 1885 - duben 1889 |
| Otto Diederichsen     | námořní kapitán                    | duben - září 1891          |
| Rudolf Rittmeyer      | námořní kapitán                    | duben - září 1892          |
| Rudolf Rittmeyer      | námořní kapitán                    | květen 1893 - duben 1894   |
| Oscar von Schuckmann  | námořní kapitán                    | duben - červenec 1894      |
| Hugo von Schuckmann   | námořní kapitán                    | červenec 1894 - září 1895  |
| August Thiele         | námořní kapitán                    | září 1895 - duben 1897     |
| Curt von Maltzahn     | námořní kapitán                    | duben - srpen 1898         |
| Alfred Ehrlich        | fregatní kapitán / námořní kapitán | srpen 1898 - duben 1901    |
| Georg Janke           | fregatní kapitán / námořní kapitán | duben 1901 - duben 1903    |
| Otto Mandt            | námořní kapitán                    | duben 1903 - březen 1904   |
| Hartwig von Dassel    | fregatní kapitán / námořní kapitán | březen 1904 - březen 1906  |
| Franz von Holleben    | námořní kapitán                    | březen 1906 - duben 1907   |